# Paralelní vesmír (Červený trpaslík)
Paralelní vesmír (v anglickém originále Parallel Universe) je šestá epizoda druhé série (a celkově dvanáctá) britského kultovního sci-fi seriálu Červený trpaslík. Poprvé byla vysílána na kanálu BBC2 11. října 1988.
Skladba „Tongue Tied“, která se objevuje na začátku epizody v Kocourově snu byla přijata publikem s velkým nadšením a následně vydána jako singl. Danny John-Jules (v seriálu představitel Kocoura) ji přepracoval, znovu nahrál a vydal v říjnu 1993. V hitparádě UK Charts se umístila na 17. místě.

## Děj epizody
Na začátku epizody sleduje divák společné pěvecké a taneční představení Listera, Rimmera a Kocoura, který zde má prim. Ukáže se, že šlo o jeho sen. Lister (už ve skutečnosti) oponuje Rimmerovi v jeho pomatených představách, jak oslovit ženu. Na obrazovce se objeví Holly a oznamuje, že vynalezl Holly-hop, pohon pro cestování časem. Je to jen obyčejná krabice s tlačítky „START“ a „STOP“. Lister zmáčkne START a Červený trpaslík se přenese do paralelního vesmíru, ačkoli to na první pohled tak nevypadá. Zejména Arnold vyjadřuje své pochybnosti. Když se však objeví druhá loď Červený trpaslík, pochyby jsou rozptýleny.
Na ní všichni potkají své protějšky, Rimmer se setká s Arlene Rimmerovou, Dave s Debbie Listerovou a největší překvapení čeká na Kocoura, jehož protějškem je zablešený Pes. Když ho Kocour potká, vyleká se, ale Pes je přátelský.
„Neboj se, já se chci jen kamarádit. Víš co? Já ti očuchám zadek a potom na oplátku ty mě.“
Kocoura tato vidina moc nevábí. Lister si s Debbie dobře rozumí, závodí společně v pití piva a vždy je to nerozhodně. Rimmer je v přítomnosti Arlene dost upjatý. V tomto vesmíru jsou dominantnějším pohlavím ženy a Arlene se Rimmera snaží sbalit. On se tomu ze všech sil brání.
Další den ráno
Dave se probouzí v posteli Arlene a před obličejem má nohy Debbie. Je jasné, k čemu v noci došlo. Dovnitř vejdou Arlene s Rimmerem a Arlene poznamená, že doufá, že je David těhotný. Ten zpočátku nechápe, zato Rimmerovi to hned dojde.
„Úúúú. Listy, sakra, sakra, sakra. Jestli tomu dobře rozumím, tak je zřejmé, že v jejich vesmíru jsou to muži, kteří rodí děti a protože my jsme v jejich vesmíru, tak je více než pravděpodobné, že jsi nabouranej.“
V této realitě rodí muži. Lister obviňuje Debbie, ale ta se ohradí, že si tyto záležitosti hlídají muži. Pak ho chlácholí, že možná bude mít štěstí a nebude v jiném stavu. Rimmer je škodolibý a těší se zpátky na jejich loď, kde si Lister nechá udělat test gravidity. Připomene mu, že když viděli ozvěny budoucnosti, ukázal se v nich Lister s dvojčaty. To by mohlo znamenat, že se ta chvíle přiblížila.
Nemýlí se, Lister je v tom.
(V následujícím dílu je řečeno, že Lister skutečně porodil dvojčata (kluky Jima a Bexleyho), která ale trpěla nekontrolovatelným růstem a během 3 dnů dosáhla věku 18 let. Pak se vrátila do jejich vesmíru.)

## Zajímavosti
- Děj epizody vzešel z touhy Roba Granta a Douga Naylora, kteří chtěli vidět, jaký by Červený trpaslík mohl být. Když tvořili původní postavy Listera/ové a Rimmera/ové zvažovali různé pohlavní kombinace, dokonce uvažovali o oslovení populárních komiček Dawn Frenchové a Jennifer Saundersové. Jedinou postavou, o jejímž ženském ekvivalentu se nikdy neuvažovalo, byl Kocour, neboť Rob a Doug si chtěli zahrávat s divákovými marnými nadějemi. Přesto se Američané v druhém americkém pilotu Červený trpaslík k této možnosti uchýlili a Terry Farrellová si tu zahrála Kočku.[4]
- Jde o první epizodu bez úvodní znělky a bez názvu epizody uvedeného na obrazovce, začíná se rovnou písní "Tongue-Tied". Ve zremasterované verzi název epizody ani úvodní znělka nechybí a píseň začíná hrát až po ní.[4]
- Poprvé se objevuje Hattie Hayridgeová jako Hollyho ženský protějšek, aniž by tušila, že touto epizodou začíná její účinkování v Červeném trpaslíkovi. "Paul Jackson mě viděl ve Friday Night Live a řekl si: "No tohle, ona je děsně podobná Normanovi. Nevím vlastně čím, ale je to tak!"" Ze seriálu do té doby mnoho neviděla a na svou roli se připravovala studiem scén Normana Lovetta z první série.[4]
- Suzanne Bertishová dostala úlohu ztvárnit ženského Rimmera. "Chris své postavě vybudoval vymezený charakter. Je skvělý hlasově, je skvělý mimicky, v Červeném trpaslíkovi má daný vlastní rytmus řeči. Tak jsem to zkusila a zalíbilo se mi to. Sama jsem docela mimicky vybavená, ale abych někoho napodobovala, musí mě nejprve zaujmout a probudit mou obrazotvornost. To se mu povedlo."[4]

## Kulturní reference
V epizodě zazní jména osob:
- Samuel F. B. Morse, hrabě ze Sandwichu, Platón, Adolf Hitler, Ringo Starr, Neil Armstrong, William Shakespeare

a názvy děl:
- Čaroděj ze země Oz.